# Dürr Dental
 (mai 2015).
Si vous disposez d'ouvrages ou d'articles de référence ou si vous connaissez des sites web de qualité traitant du thème abordé ici, merci de compléter l'article en donnant les références utiles à sa vérifiabilité et en les liant à la section « Notes et références ».
 (mai 2025).
Il peut être nécessaire de l'améliorer pour respecter le principe de neutralité de point de vue. 

 (mai 2025).
La mise en forme du texte ne suit pas les recommandations de Wikipédia : il faut le « wikifier ».
Les points d'amélioration suivants sont les cas les plus fréquents :
- Les titres sont pré-formatés par le logiciel. Ils ne sont ni en capitales, ni en gras.
- Le texte ne doit pas être écrit en capitales (les noms de famille non plus), ni en gras, ni en italique, ni en « petit »…
- Le gras n'est utilisé que pour surligner le titre de l'article dans l'introduction, une seule fois.
- L'italique est rarement utilisé : mots en langue étrangère, titres d'œuvres, noms de bateaux, etc.
- Les citations ne sont pas en italique mais en corps de texte normal. Elles sont entourées par des guillemets français : « et ».
- Les listes à puces sont à éviter, des paragraphes rédigés étant largement préférés. Les tableaux sont à réserver à la présentation de données structurées (résultats, etc.).
- Les appels de note de bas de page (petits chiffres en exposant, introduits par l'outil «  Source ») sont à placer entre la fin de phrase et le point final[comme ça].
- Les liens internes (vers d'autres articles de Wikipédia) sont à choisir avec parcimonie. Créez des liens vers des articles approfondissant le sujet. Les termes génériques sans rapport avec le sujet sont à éviter, ainsi que les répétitions de liens vers un même terme.
- Les liens externes sont à placer uniquement dans une section « Liens externes », à la fin de l'article. Ces liens sont à choisir avec parcimonie suivant les règles définies. Si un lien sert de source à l'article, son insertion dans le texte est à faire par les notes de bas de page.
- La présentation des références doit suivre les conventions bibliographiques. Il est recommandé d'utiliser les modèles {{Ouvrage}}, {{Chapitre}}, {{Article}}, {{Lien web}} et/ou {{Bibliographie}}. Le mode d'édition visuel peut mettre en forme automatiquement les références.
- Insérer une infobox (cadre d'informations à droite) n'est pas obligatoire pour parachever la mise en page.

Pour une aide détaillée, merci de consulter Aide:Wikification.
Si vous pensez que ces points ont été résolus, vous pouvez retirer ce bandeau et améliorer la mise en forme d'un autre article.
La Dürr Dental SE est une entreprise allemande de l'industrie dentaire.
L'entreprise est fondée en 1941 par les frères Karl et Wilhelm Dürr originaires de Gechingen près de Calw dans la Forêt-Noire comme atelier de mécaniques de précision à Stuttgart-Feuerbach.
Le siège principal actuel de l'entreprise souabe est à Bietigheim-Bissingen, dans le Bade-Wurtemberg, en Allemagne. L'entreprise emploie à Bietigheim-Bissingen plus de 475 personnes dans les domaines de la production et de la logistique, de la recherche et du développement, des achats, de l'administration ainsi que de la commercialisation et du marketing. Dans le monde entier, le groupe Dürr Dental occupe 1 300 employés.

## Historique

### 1941 à 1949
En 1941, les frères Karl et Wilhelm Dürr fondent l'atelier de mécaniques de précision à Stuttgart-Feuerbach. À la fin de la guerre, l'atelier est rouvert à Ludwigsburg. Des articles pour les besoins domestiques sont fabriqués ; l'entreprise se spécialise dans les techniques de compression. En 1946, la fabrication de pièces de rechange pour contre-angles et pièces à main marque l'entrée dans le domaine de la médecine dentaire. Le développement et la fabrication de contre-angles et pièces à main avec refroidissement par eau démarrent un an plus tard. En 1949, l'entreprise est inscrite comme société en nom collectif K. u. W. Dürr Dental-Fabrikation auprès de la Chambre de commerce et d'industrie avec son siège à Ludwigsburg.

### 1954 à 1959
En 1954, le siège de l'entreprise déménage dans la Etzelstraße à Bietigheim (aujourd'hui Bietigheim-Bissingen) après que le premier hall de fabrication s'y soit implanté. En 1955, la première pompe d'aspiration mobile est lancée sur le marché : elle permet au dentiste un travail plus ergonomique. La fabrication des compresseurs lubrifiés à l'huile démarre à partir de 1956. Dès 1957, l'offre est augmentée de petites unités de soin ainsi que d'appareils de polissage et de moteurs suspendus. En 1959, les usines Gechinger Motoren Werke (aujourd'hui Dürr Optronik) sont fondées comme site de production pour moteurs, sous-ensembles et appareils à Gechingen près de Calw dans la Forêt-Noire.

### 1961 à 1969
La fabrication des machines d'aspiration à brouillard de spray démarre à partir de 1961. En 1964, le système mobile Orosuc permet de traiter en position assise un patient allongé pour la première fois en Europe. En 1965, le premier compresseur sans huile destiné à la médecine dentaire est présenté : il fonctionne sans lubrifiant pour cylindres grâce à l'utilisation de segments de piston en Téflon. Il ouvre la voie à des préparations avec la technique d'agents adhésifs. La même année, le spray parodontal est introduit : il offre aux dentistes une méthode couronnée de succès pour la prophylaxie et le traitement de parodontopathies marginales. En 1965, le produit de soin et de désinfection pour systèmes d'aspiration Orotol est lancé. En 1966, la première machine entièrement automatique de traitement de radiographies Procomat est développée et fabriquée à la demande de Siemens. En 1969, les systèmes d'aspiration centrale de Dürr ouvrent la voie aux solutions d'aspiration pour les cabinets avec plusieurs salles de soins.

### 1970 à 1978
En 1970, l'entreprise change de nom et devient la Dürr Dental GmbH & Co. KG. En 1972, le développement et la production du malaxeur sous vide Multivac pour Degussa permettent d'élargir l'activité commerciale avec les laboratoires. À partir de 1973, des compresseurs pour l'Amérique du Nord sont produits sur Long Island (New York) sous le nom Engineering Dental Industry. En 1974, le dessiccateur d'air pour compresseurs servant à protéger les instruments médicaux-dentaires de l'oxydation et de la croissance de germes est introduit. En 1975, la machine de traitement de radiographies Dürr 1330 est lancée sur le marché. L'automatisation intégrale du développement de radiographies de tous les formats dentaux d'enregistrement devient possible. En 1977, Dürr Dental France est la première filiale propre à l'entreprise ouverte à l'étranger. En 1978, les activités aux États-Unis sont transférées dans la Joint Venture Air Techniques à Hicksville, New York.

### 1981 à 1989
En 1981, l'entreprise se diversifie dans différents domaines commerciaux à la suite de la fondation de la Dürr GmbH & Co. KG, dédiée aux techniques de compression et de processeurs. Les pompes et compresseurs pour applications industrielles spéciales constituent le point fort. En 1982, l'entreprise déménage au siège actuel à Bietigheim-Bissingen, Höpfigheimer Straße 17. À partir de 1983, elle démarre sa propre fabrication d'équipements de circuits électroniques à Gechingen. En 1986, le système d'hygiène de Dürr servant à la désinfection et au nettoyage dans les cabinets et laboratoires est créé. À partir de 1987, la production de récupérateurs d'amalgame débute. En 1989, le premier processeur de traitement de radiographies avec bac de trempage fait son entrée sur le marché. Une cristallisation de la chimie sur les cylindres est évitée ce qui permet d'assurer une qualité d'image toujours optimale.

### 1991 à 1999
En 1991, le 50e anniversaire est célébré lors d'une cérémonie sous le viaduc de Bietigheim. En 1993, l'unité d'aspiration combinée VSA 300 est lancée, combinant pour la première fois moteur d'aspiration, module de séparation et récupérateur d'amalgames. En 1995, le premier système de caméra dentaire VistaCam est lancé pour élargir les possibilités de diagnostic. En 1997, les capteurs de rayons X VistaRay sont introduits. En 1999, le vecteur pour la thérapie et la prophylaxie de parodontopathies est lancé.

### 2002 à 2009
En 2002, le scanner d'écrans à mémoire VistaScan est introduit pour lire des radiographies. En 2004, la pièce à main RinsEndo est introduite pour la désinfection hydrodynamique des canaux radiculaires. En 2005, la première caméra intra-orale entièrement numérique VistaCam Digital est introduite. En 2007, la caméra à fluorescence VistaProof est introduite pour faciliter le diagnostic de la plaque et des caries. En août 2008, l'entreprise change de forme juridique et devient une société anonyme. Introduction du scanner d'écrans à mémoire VistaScan Mini en septembre 2009.

### 2010 à 2020
De 2010 à 2015, l'entreprise est partenaire « Premium » au congrès allemand des dentistes dans le domaine de la gestion de l'hygiène et des procédés d'imagerie. En 2011, la caméra intra-orale VistaCam iX pour des clichés intra-oraux et fluorescents est présentée. En mars 2013, un incendiaire met le feu dans un hall de stockage de Dürr Dental à Bietigheim, celui-ci est entièrement détruit et le bâtiment de production voisin est en partie endommagé. L'appareil de radiographie panoramique entièrement numérique VistaPano et l'émetteur de rayons X intra-oral VistaIntra sont introduits. En 2015, l'aspiration radiale Tyscor VS 2 dotée du logiciel Tyscor Pulse, la caméra à tête interchangeable intra-orale VistaCam iX HD ainsi que l'appareil de radiographie S Ceph sont introduits. En 2016, le stérilisateur à vapeur HygoClave 90, le nouvel appareil de radiographie 3D VistaVox S ainsi qu'une nouvelle ligne de prophylaxie sous la marque "Lunos" ont été lancés sur le marché. En 2017, le nouveau hall de production sur le site de la filiale Dürr Optronik à Gechingen a été achevé pour une production accrue d'appareils de radiographie 3D et de plaquettes. Le 15 janvier 2018, Dürr Dental SE a été inscrite au registre du commerce, achevant ainsi sa transformation de Dürr Dental AG en SE.

### À partir de 2020
En 2021, le CEO Martin Dürrstein a reçu le prix "Entrepreneur of the Year 2021". À la fin de la même année, après près de deux ans de travaux, le nouveau centre de logistique et de formation d'Orochemie, filiale de Dürr-Dental, a été achevé à Kornwestheim.
En 2022, Dürr Dental a présenté VistaSoft Monitor 3.0, une solution logicielle basée sur le cloud. En combinaison avec le VistaScan Ultra View , primé pour son design, VistaSoft 3.0 apporte l'intelligence artificielle dans le cabinet dentaire.
Les lingettes désinfectantes de Dürr Dental ont reçu le GREEN DENTAL AWARD 2025.
En 2025, Dürr Dental reçoit pour la quatrième fois consécutive le label « Top Company 2025" de kununu, la plateforme d’évaluation des employeurs.

## Groupe Dürr Dental
- Dürr Dental AG, Bietigheim-Bissingen (Allemagne)
- Dürr Dental Global GmbH, Bietigheim-Bissingen (Allemagne)
- Dürr NDT GmbH & Co. KG, Bietigheim-Bissingen (Allemagne)
- Dürr Optronik GmbH & Co. KG, Gechingen/Calw (Allemagne)
- Orochemie GmbH & Co. KG, Kornwestheim (Allemagne)
- Air Techniques Inc., Melville/New York (États-Unis)

## Filiales
- Dürr Dental Andina SAS, Bogotá D.C. (Colombie)
- Dürr Dental Austria GmbH, Innsbruck (Autriche)
- Dürr Dental Belgium B.V.B.A., Hever/Brüssel (Belgique)
- Dürr Dental do Brasil Ltda., Sao Paulo (Brésil)
- Dürr Dental France S.A.R.L., Nanterre (France)
- Dürr Dental India Ltd., Delhi (Inde)
- Dürr Dental Italia S.r.l., Muggiò/Mailand (Italie)
- Dürr Dental Japan K.K., Hyogo-ken/Nishinomya-shi (Japon)
- Dürr Dental Medics Iberica S.A., Barbera del Valles/Barcelona (Espagne)
- Dürr Dental UK Ltd., Kettering/Birmingham (Angleterre)
- Dürr Dental Schweiz AG, Horn (Suisse) (représentation commerciale)
- Dürr Dental Shanghai Ltd., Shanghai (Chine)
- Dürr Dental South East Asia SDN BHD, Petaling Jaya/Kuala Lumpur (Malaisie)

## Distinctions (Dürr Dental AG)
- Prix des PME pour responsabilité sociale dans le Bade-Wurtemberg (nommé) 2012
- Magazine Wirtschaftswoche Top 100 Les meilleures PME allemandes 2013
- n-tv Hidden Champion Award Le prix des PME n-tv 2014 (catégorie responsabilité sociale)
- Magazine Wirtschaftswoche Top 100 Les meilleures PME allemandes 2015

## Prix (produits)
- Focus Open Gold 2011 - VistaCam iX[réf. nécessaire]
- German Design Award (nommé) 2011 - Tornado 2, VistaCam iX, VistaScan Mini Plus
- iF Design Award 2011 - VistaCam iX
- Red Dot Design Award 2011 - Tornado 2, VistaCam iX, VistaScan Mini Plus
- Good Design 2012 - VistaCam iX, VistaScan Mini Plus
- Good Design 2013 - Hygopac Plus, caisson d'insonorisation Tornado, VistaScan Combi View, VistaScan Mini View
- Red Dot Design Award 2013 - Hygopac Plus, caisson d'insonorisation Tornado, VistaRay 7
- iF Design Award 2015 - Hygoclave 30, Tyscor VS 2, VistaPano S
- Red Dot Design 2015 - Tyscor VS 2
- Good Design 2015 – Tyscor VS 2
- iF Design Award 2016 - VistaCam iX HD
- Red Dot Design Award 2016 - VistaCam iX HD

## Entreprise associée
- Dürr Technik GmbH & Co. KG, Bietigheim-Bissingen (Allemagne)